# 特性論
特性論（とくせいろん、英: Trait theory）（または傾向論）とは、心理学において人間の性格を研究する一つのアプローチである。特性論者は、特性の測定に主に関心を持っている。特性とは、行動、思考、感情の習慣的なパターンとして定義される。この観点によれば、特性は時間的に比較的安定しており、個人間で異なり（例えば、外向的な人もいれば内向的な人もいる）、状況間で比較的一貫しており、行動に影響を与える性格の側面である。特性は、より一時的な傾向である状態と対照的である。
いくつかの理論や体系では、特性とは人が持っているか持っていないかのどちらかのものであるが、多くの場合、特性とは外向性と内向性のような次元であり、各人はこのスペクトルのどこかに位置づけられる。
特性論は、ある種の自然な行動がリーダーシップの地位で有利になる可能性があることを示唆している。
特性を定義するには2つのアプローチがある。内的因果的性質として定義する方法と、純粋に記述的な要約として定義する方法である。内的因果的定義では、特性は私たちの行動に影響を与え、その特性に沿ったことをするように導くという。一方、記述的要約としての特性とは、因果関係を推測しようとしない私たちの行動の記述である。

## 歴史
ゴードン・オールポートは、特性の研究の先駆者であった。この初期の研究は、現代の心理学におけるパーソナリティ研究の始まりと見なされている。彼は自身の研究において、特性を傾向と呼んでいた。彼のアプローチでは、「主要」な特性とは、人の行動を支配し形作るものであり、金や名声などの支配的な情熱や執着である。対照的に、「中心的」な特性とは、正直さなどのすべての人にある程度見られる特徴である。そして最後に、「二次」な特性とは、特定の状況でしか見られないもの（例えば、親しい友人しか知らない好みや嫌いなものなど）であり、人間の複雑さを完全に描くために含まれるものである。
以下のような様々な代替理論や尺度が後に開発された。
- レイモンド・キャッテルの16PF質問紙（英語版）
- J.P.ギルフォードの知能構造論
- ヘンリー・マレーの欲求体系（英語版）
- ティモシー・リアリーの対人円環モデル（英語版）
- マイヤーズ・ブリッグス・タイプ指標
- グレイ（英語版）の生物心理学的性格理論（英語版）

現在、最も人気のある一般的なアプローチは2つある。
- アイゼンク性格質問紙（EPQ）（「三因子モデル」）。因子分析を用いて、ハンス・アイゼンクは、性格は神経症傾向、外向性、精神病傾向という3つの主要な特性に還元できると提唱した[6][7]。
- ビッグファイブ性格特性（「五因子モデル」）。多くの心理学者は、神経症傾向、外向性、開放性、協調性、誠実性という5つの因子が十分であると現在では考えている[8][9]。

## 異文化で用いられる特性論
文化は、さまざまな程度で異なるということが広く知られており、受け入れられている。これは、文化集団内で特性の意味や表現が異なる可能性があるため、人格の研究を困難にすることがある。特性論は、特性の階層を用いて文化と特性を分離する。つまり、個人の特性とそれらが個人とどのように関連しているかに焦点を当てるために、文化は無視されると言える。ゴードン・オールポートの特性論は、心理学における人格の基礎的なアプローチとしてだけでなく、彼が特性論の中で文化にどのようにアプローチしたかの理由から、人類学などの他の学問分野でも引き続き見られ議論されている。
特性論は、個人に対する状況よりも個人に焦点を当てる傾向がある。この焦点は現代の研究では緩和され、自己の外側にある外的要因を考慮することができるようになった。焦点が緩和されるにつれて（しかしまだ理論の主要な部分であるため目立っている）、研究は拡大している。

## EPQとビッグファイブの比較

### テスト方法と要因
EPQとビッグファイブの両方のアプローチでは、自己申告式の質問紙を広く使用している。因子は直交（無相関）であることを意図しているが、因子間にはしばしば小さな正の相関がある。特に五因子モデルは、因子間の直交構造を失っているという批判を受けている。ハンス・アイゼンクは、部分的に関連した多数の因子よりも少数の因子の方が優れていると主張した。これら2つのアプローチは、階層的な分類を構築するために因子分析を用いているという点で比較可能であるが、因子の組織化と数において異なっている。
原因は何であれ、精神病傾向は2つのアプローチを分けるものである。なぜなら、五因子モデルにはそのような特性が含まれていないからである。さらに、精神病傾向は、どちらのアプローチの他の因子とは異なり、正規分布曲線に適合しない。実際、スコアは高くなることがほとんどなく、正規分布を歪ませてしまう。しかし、高い場合には、反社会的な人格や分裂型の人格障害などの精神疾患とかなり重複する。同様に、神経症傾向の高い人は睡眠障害や心身障害にかかりやすい。五因子アプローチは、将来の精神障害も予測することができる。

### 低次の因子

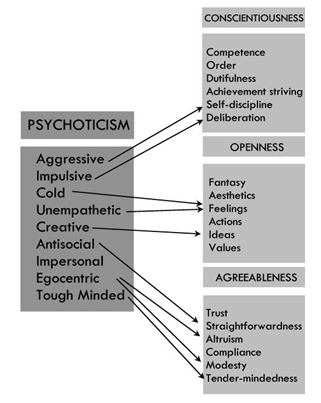
精神病の低次因子と開放性、協調性、誠実性のファセットとの類似性（Matthew & Deary & Whiteman 2003より）

両方の分類に共通する2つの上位因子がある。外向性と神経症傾向である。どちらのアプローチも、外向性は社交性とポジティブな情動と関連しているのに対し、神経症傾向は情緒不安定性とネガティブな情動と関連しているということを広く受け入れている。
下位因子やファセットは、2つの分類間で類似しているものが多い。例えば、両方のアプローチには、上位因子である外向性の中に社交性/群居性、活動レベル、自己主張という因子が含まれている。しかし、違いもある。まず、三因子アプローチには9つの下位因子があり、五因子アプローチには6つしかない。
アイゼンクの精神病傾向因子は、開放性、協調性、誠実性という下位因子の極端な反対を一部取り込んでいる。精神病傾向でタフマインデッドネス（頑固さ）のスコアが高い人は、協調性でテンダーマインデッドネス（柔軟さ）のスコアが低くなる。分類間の違いのほとんどは、三因子モデルが少数の上位因子に重点を置いていることに由来する。

### 因果関係
主要な特性モデルは双方ともに記述的であるが、詳細な因果的説明を提供するのは三因子モデルだけである。アイゼンクは、異なる性格特性は脳の特性によって引き起こされ、それ自体が遺伝的要因の結果であると示唆している。特に、三因子モデルは、脳の網様体系と辺縁系を、それぞれ大脳皮質の覚醒と情動反応を仲介する重要な構成要素として特定している。アイゼンクは、外向的な人は大脳皮質の覚醒レベルが低く、内向的な人は高いと主張している。これにより、外向的な人は社交や冒険心から刺激を求めるようになる。さらに、アイゼンクは、抑制が起こる覚醒レベルの最適値が存在し、それは個人によって異なると推測した。
同じように、三因子アプローチでは、神経症傾向は辺縁系の覚醒レベルによって仲介され、個人差は人間の間の活性化閾値の変動によって生じるという理論である。したがって、神経質な人は小さなストレッサーに直面すると、この閾値を超えてしまうが、神経症傾向が低い人は大きなストレッサーに直面しても正常な活性化レベルを超えないである。対照的に、五因子アプローチの支持者は遺伝と環境の役割を仮定するが、明確な因果的説明は提供しないである。
三因子アプローチでは生物学に重点を置いているので、第3の特性である精神病傾向も同様の説明があると期待される。しかし、この状態の因果的特性は明確に定義されていないである。アイゼンクは、精神病傾向はテストステロンレベルと関連し、セロトニン系の逆関数であると示唆していたが、後にこれを修正しドーパミン系に関連付けた。

## 性格特性の一覧
| 開放性           | 開放性と知性という2つの関連するが分離可能な特性から構成される。行動的側面としては、幅広い興味を持ち、想像力や洞察力があることが、側頭前頭皮質の活動と相関している。主に認知的な特性と考えられるである。 |
| 誠実性           | 自分の堅実性に従って導かれたり、従順で、厳格で、細心で、原則に基づいた行動。側頭前頭皮質と関連している。 |
| 外向性           | 外交的で、外向的で、社交的で、自分の性格を外に向けて表現する。外向性の反対は内向性である。外向性は、物質乱用とある遺伝的マーカーを共有していることが示されている。外向性は、前頭前野と扁桃体のさまざまな領域と関連しているである。 |
| 協調性           | 従順で、信頼できる、共感的で、同情的で、友好的で、協力的な性質を指す。 |
| 神経症傾向       | 心理的苦痛に傾きやすい人々を特定する。神経症傾向の高い個人は、不安や抑うつ、自意識過剰、衝動性、脆弱性、怒りの敵対性を示す傾向がある。「神経症傾向は性格障害の主要な要因である」とアイゼンクとアイゼンクは1969年に述べている。神経症傾向は、視床におけるセロトニン輸送体（5-HTT）結合部位や島皮質の活動と関連している。神経症傾向はまた、より多くの否定的な人生経験の発生を予測する。 |
| 正直さ-謙虚さ    | 誠実さ、謙虚さ、公正さ、欲求対処の傾向。この特性のスコアが高い人は、他人を操作したり、個人的な利益のためにルールを破ったりすることに願望をほとんど感じない。 |
| 自尊心 (低)      | 自己に対する「好意的または不好意的な態度」（ローゼンバーグ、1965年）。個人の自己の価値や価値観、あるいは自分自身をどの程度評価し、承認し、感謝し、尊重し、好きであるかという感覚（ブラスコビッチ＆トマカ、1991年）である。 |
| 損害回避         | 内気で恐れや不安を抱きやすく、心配性であるという傾向。早産などの新生児合併症が危害回避に影響することが示されている。摂食障害を抱える人は危害回避のレベルが高い。別の研究では、女子の左側頭葉の体積がHA（危害回避）のレベルと相関しており、HAは眼窩前頭葉、後頭葉、頭頂葉の灰白質の体積の減少と相関していた。 |
| 新奇性追求       | 衝動的、探索的、気まぐれ、興奮しやすい、短気、浪費家。中毒的な行動に関連する。 |
| 感覚処理感受性   | ハイリー・センスティブ・パーソンの特徴である特性は、感覚入力の処理の深さが増すことで、ハイリー・センスティブ・パーソンが過剰刺激、情動反応、共感、刺激への敏感さに傾きやすいことに基づいている。 |
| 完璧主義         | 「完璧である必要があると思うことは、どのような点でも適応的であるとは思わない」（ポール・ヒューイット博士） 社会的に規定された完璧主義 - 「自分が完璧でなければ他人に評価されないと信じること」 自己志向的完璧主義 - 「内発的に動機づけられた完璧であるという欲求」 完璧主義は、執着的行動と関連する特性の一つであり、執着性と同様に基底核によって調節されていると考えられている。 |
| アレキシサイミア | 感情を表現できないこと。自分の内面的な体験に言葉がないということ（レニー・J・ミュラー博士）。脳梗塞に続いて右半球に病変を発症した脳卒中患者を対象にした研究では、アレキサイミアはより高い頻度で見られた。アレキサイミアは、心的外傷後ストレス障害（PTSD）、児童虐待やネグレクトと正の関連がある。計量心理測定法とfMRIを用いた研究では、島皮質、後帯状回皮質（PCC）、視床での正の反応が示された。 |
| 固縮             | 柔軟性の欠如、移行の困難さ、決められたパターンへの固執。精神的な固縮は、実行機能と呼ばれる認知的なプロセスの欠陥によって引き起こされる。もともとは前頭葉症候群と呼ばれていたが、現在では実行機能障害とも呼ばれており、通常は前頭葉への損傷の結果として起こる。これは物理的な損傷や疾患（ハンチントン病など）や低酸素症や無酸素症の障害によるものである。 |
| 衝動性           | リスクを取ったり、計画を立てなかったり、すぐに決断したりすることである（アイゼンクとアイゼンク）。脱抑制の一部である。衝動性の異常なパターンは、右側の下位前頭回の病変と関連していることが示されている。アントニオ・ダマシオは『デカルトの錯誤』の著者であり、彼が行った研究では、腹側前頭前野の損傷が、他の面では正常な知能を持つ個人における現実的な意思決定に欠陥を引き起こすことが示されている。このような損傷を受けた人々は、自分の行動の将来の結果に無関心であり、今ここに生きているである。                                                       |
| 脱抑制           | 脱抑制とは、衝動を抑制する能力や意志が欠如することであり、実行機能の重要な構成要素である。研究者たちは、ADHDの中心的な障害として脱抑制の低下に重点を置いている。脱抑制は、眼窩前頭葉症候群（前頭葉症候群の一種）の症状である可能性がある。外側前頭葉症候群は、外傷性脳損傷や低酸素性虚血性脳症（HIE）、無酸素性脳症、パーキンソン病などの変性疾患、ライム病や神経梅毒などの細菌性またはウイルス性感染症などの結果として後天的に発症する可能性がある。脱抑制は、物質乱用障害、肥満、BMIの上昇、過食、食事速度の増加、空腹感の増加と一貫して関連している。 |
| 精神病傾向       | 精神病傾向とは、攻撃性や対人的敵対性を特徴とする性格のパターンであり、ハンス・アイゼンクの性格モデルにおける4つの特性の一つである。アイゼンクは、この特性のレベルが高いと、統合失調症などの精神病に対する脆弱性が高まると考えていた。また、精神病患者の血縁者はこの特性のレベルが高いことが多く、この特性には遺伝的な基盤があるとも考えていた。 |
| 侵入思考         | 執拗で、しばしば不快で、頻繁に不安を引き起こすような考えや思いやイメージや感情、反芻である。執着性は、基底核の機能不全の結果として生じる可能性がある。 |